# Algérie Ferries
Algérie Ferries або Entreprise Nationale de Transport Maritime de Voyageurs (ENTMV) - алжирська державна транспортна компанія з перевезень морських перевезень. Компанія здійснює пасажирські та вантажні перевезення між Алжиром, Францією та Іспанією.

## Маршрути
Algérie Ferries оперує поромами, на яких працюють вісім маршрутів по Середземному морю.
- Оран - Аліканте
- Оран - Марсель
- Алжир - Аліканте
- Алжир - Барселона
- Алжир - Марсель
- Беджая - Марсель
- Скікда - Марсель
- Аннаба - Марсель

## Флот
Algérie Ferries оперує парком з чотирьох пасажирських та автомобільних поромів.
| Назва           | Збудовано | Експлуатується з | Тоннаж    | Примітки              |
| --------------- | --------- | ---------------- | --------- | --------------------- |
| Elyros          | 1997      | 2008             | 33,635 GT | Чартер від Anek Lines |
| El Djazair II   | 2005      | 2005             | 20,124 GT |                       |
| Tariq Ibn Ziyad | 1995      | 1995             | 21,659 GT |                       |
| Tassili II      | 2004      | 2004             | 20,124 GT |                       |
|                 |           |                  |           |                       |